# Innlandet
Innlandet (« la terre intérieure ») est un comté de Norvège. Il a été créé le 1er janvier 2020 avec la fusion des anciens comtés d'Oppland et de Hedmark (les municipalités de Jevnaker et Lunner ont été transférées dans le comté voisin de Viken à la même date). Le nouveau comté a une superficie de 52 113 km2, ce qui en fait le deuxième plus grand comté de Norvège après le comté de Troms og Finnmark. 

## Municipalités
Le comté d'Innlandet compte au total 46 municipalités, : 
| N° | Municipalité no | Nom           | Créé le     | Ancienne municipalité no | Ancien comté |
| -- | --------------- | ------------- | ----------- | ------------------------ | ------------ |
| 1  | 3428            | Alvdal        | Jan 1, 2020 | 0438 Alvdal              | Hedmark      |
| 2  | 3431            | Dovre         | Jan 1, 2020 | 0511 Dovre               | Oppland      |
| 3  | 3416            | Eidskog       | Jan 1, 2020 | 0420 Eidskog             | Hedmark      |
| 4  | 3420            | Elverum       | Jan 1, 2020 | 0427 Elverum             | Hedmark      |
| 5  | 3425            | Engerdal      | Jan 1, 2020 | 0434 Engerdal            | Hedmark      |
| 6  | 3450            | Etnedal       | Jan 1, 2020 | 0541 Etnedal             | Oppland      |
| 7  | 3429            | Folldal       | Jan 1, 2020 | 0439 Folldal             | Hedmark      |
| 8  | 3441            | Gausdal       | Jan 1, 2020 | 0522 Gausdal             | Oppland      |
| 9  | 3407            | Gjøvik        | Jan 1, 2020 | 0502 Gjøvik              | Oppland      |
| 10 | 3446            | Gran          | Jan 1, 2020 | 0534 Gran                | Oppland      |
| 11 | 3417            | Grue          | Jan 1, 2020 | 0423 Grue                | Hedmark      |
| 12 | 3403            | Hamar         | Jan 1, 2020 | 0403 Hamar               | Hedmark      |
| 13 | 3401            | Kongsvinger   | Jan 1, 2020 | 0402 Kongsvinger         | Hedmark      |
| 14 | 3432            | Lesja         | Jan 1, 2020 | 0512 Lesja               | Oppland      |
| 15 | 3405            | Lillehammer   | Jan 1, 2020 | 0501 Lillehammer         | Oppland      |
| 16 | 3434            | Lom           | Jan 1, 2020 | 0514 Lom                 | Oppland      |
| 17 | 3412            | Løten         | Jan 1, 2020 | 0415 Løten               | Hedmark      |
| 18 | 3451            | Nord-Aurdal   | Jan 1, 2020 | 0542 Nord-Aurdal         | Oppland      |
| 19 | 3436            | Nord-Fron     | Jan 1, 2020 | 0516 Nord-Fron           | Oppland      |
| 20 | 3414            | Nord-Odal     | Jan 1, 2020 | 0418 Nord-Odal           | Hedmark      |
| 21 | 3448            | Nordre Land   | Jan 1, 2020 | 0538 Nordre Land         | Oppland      |
| 22 | 3430            | Os            | Jan 1, 2020 | 0441 Os                  | Hedmark      |
| 23 | 3424            | Rendalen      | Jan 1, 2020 | 0432 Rendalen            | Hedmark      |
| 24 | 3439            | Ringebu       | Jan 1, 2020 | 0520 Ringebu             | Oppland      |
| 25 | 3411            | Ringsaker     | Jan 1, 2020 | 0412 Ringsaker           | Hedmark      |
| 26 | 3437            | Sel           | Jan 1, 2020 | 0517 Sel                 | Oppland      |
| 27 | 3433            | Skjåk         | Jan 1, 2020 | 0513 Skjåk               | Oppland      |
| 28 | 3413            | Stange        | Jan 1, 2020 | 0417 Stange              | Hedmark      |
| 29 | 3423            | Stor-Elvdal   | Jan 1, 2020 | 0430 Stor-Elvdal         | Hedmark      |
| 30 | 3447            | Søndre Land   | Jan 1, 2020 | 0536 Søndre Land         | Oppland      |
| 31 | 3449            | Sør-Aurdal    | Jan 1, 2020 | 0540 Sør-Aurdal          | Oppland      |
| 32 | 3438            | Sør-Fron      | Jan 1, 2020 | 0519 Sør-Fron            | Oppland      |
| 33 | 3415            | Sør-Odal      | Jan 1, 2020 | 0419 Sør-Odal            | Hedmark      |
| 34 | 3426            | Tolga         | Jan 1, 2020 | 0436 Tolga               | Hedmark      |
| 35 | 3421            | Trysil        | Jan 1, 2020 | 0428 Trysil              | Hedmark      |
| 36 | 3427            | Tynset        | Jan 1, 2020 | 0437 Tynset              | Hedmark      |
| 37 | 3454            | Vang          | Jan 1, 2020 | 0545 Vang                | Oppland      |
| 38 | 3452            | Vestre Slidre | Jan 1, 2020 | 0543 Vestre Slidre       | Oppland      |
| 39 | 3443            | Vestre Toten  | Jan 1, 2020 | 0529 Vestre Toten        | Oppland      |
| 40 | 3435            | Vågå          | Jan 1, 2020 | 0515 Vågå                | Oppland      |
| 41 | 3419            | Våler         | Jan 1, 2020 | 0426 Våler               | Hedmark      |
| 42 | 3442            | Østre Toten   | Jan 1, 2020 | 0528 Østre Toten         | Oppland      |
| 43 | 3440            | Øyer          | Jan 1, 2020 | 0521 Øyer                | Oppland      |
| 44 | 3453            | Øystre Slidre | Jan 1, 2020 | 0544 Øystre Slidre       | Oppland      |
| 45 | 3422            | Åmot          | Jan 1, 2020 | 0429 Åmot                | Hedmark      |
| 46 | 3418            | Åsnes         | Jan 1, 2020 | 0425 Åsnes               | Hedmark      |

## Paroisses
- Alvdal
- Aulstad
- Aurdal
- Austmarka (Østmark)
- Austsinni
- Bagn
- Balke
- Begndal
- Biri
- Brandbu (Nes)
- Brandval
- Bruflat
- Brøttum
- Bøverdal
- Deset
- Dovre
- Drevsjø (Drevsjøhytte)
- Eidskog
- Eina
- Elverum
- Engerdal
- Etnedal
- Finnskog
- Fluberg
- Folldal
- Follebu (Folleboe)
- Furnes
- Fåberg
- Fåvang (Fodevang)
- Garmo
- Gausdal
- Gjesås
- Gjøvik
- Gran
- Grue
- Hamar
- Hedal
- Hegge
- Heidal
- Helgøy Kapell
- Hof
- Hoff
- Hunn
- Hurum
- Høre
- Innset
- Jevnaker
- Kolbu
- Kongsvinger
- Kvam
- Kvikne
- Kvikne (Quiekne)
- Land
- Lesja (Læssø)
- Lesjaskog
- Lillehammer
- Lom
- Lomen (Røn, Røen)
- Lundersæter
- Lunner
- Løten
- Mesna
- Mo
- Nes (Brandbu)
- Nes
- Nord-Aurdal
- Nord-Fron
- Nord-Odal
- Nordre-Osen
- Nordberg
- Nordre Etnedal
- Nordre Land
- Nordsinni (Hogner)
- Nykirke
- Odalen Branch (LDS, 1857-1873)
- Opstad
- Os (Dalsbygda)
- Ottestad
- Reinli
- Rendal
- Rendalen
- Revholt
- Ringebu
- Ringsaker
- Rogne
- Romedal
- Røn (Røen)
- Saksumdal
- Sand
- Sollia
- Stange
- Sel
- Sister
- Skiåker
- Skjåk
- Skrautvål
- Slidredomen
- Snertingdal
- St. Mary
- St. Thomas
- Stavsjø (Ballishol)
- Strand
- Stor Elvdal
- Strand
- Strøm
- Svatsum
- Svenes
- Sødorp (Søthorp)
- Søndre Land
- Sør-Aurdal
- Sør-Fron
- Sør-Odal
- Sør Osen
- Tangen
- Tingelstad
- Tolga
- Torpa
- Tretten (Trøtten)
- Trysil
- Trysil Frimenighet, (1859-1891)
- Tylldal
- Tynset
- Ulleren
- Ulnes
- Vallset (Tomter)
- Vang (Hedmark)
- Vang (Oppland)
- Vardal
- Veldre
- Venabygd
- Vestmarka
- Vestre Gausdal
- Vestre Slidre
- Vestre Toten
- Vingelen
- Vinger
- Volbu
- Vågå
- Våler
- Ytre Rendal
- Østre Gausdal
- Østre Slidre
- Østre Toten
- Østsinni (Gårder)
- Øvre Engerdal
- Øvre Rendal
- Øye
- Øyer
- Åmot (Hedmark)
- Åmot (Oppland)
- Ås
- Åsnes